# Ferdinand van Spoelberch
Ferdinand van Spoelberch (Brussel, 13 augustus 1596 - Leuven, 8 februari 1675), behorende tot de Brabantse familie Spoelberch,  was een Zuid-Nederlands krijgsheer.

## Levensloop
Ferdinand van Spoelberch was een zoon van Jan Baptist van Spoelberch (Joannes Baptista Spoelberghs, Brussel, 30 augustus 1566 - 23 december 1627), meier van Kampenhout van 1593 tot 1602, en van Maria Magdalena Garet. Hij trouwde in 1626 met Anna Grimaldi de Morosau († 1634), dochter van Jan Baptist Grimaldi en Magdalena van Joigny van Pamele.
In 1630 kocht hij de heerlijkheid Lovenjoel of Kleyn Loven. In 1635 speelde hij een hoofdrol in de verdediging van Leuven tegen de troepen van Frederik Hendrik van Oranje. Hiervoor werd hij bedankt door koning Filips IV van Spanje, die hem een kroon boven zijn wapen liet plaatsen. Hij werd ook ontvangen door de kardinaal-aartsbisschop van Mechelen die hem de kentekens van ridder in de Christusorde overhandigde.
Hij werd, met zijn vrouw, begraven in de Kerk van de Recolletten in Leuven.
Spoelberch was ook een vriend van de letteren. In 1630 verschenen in Brussel verzen van zijn hand als inleiding op de Epistolae ad Rudolphum II. Imperatorem e Gallia scriptae van A.-G. Busbequius.
Zijn zoons Karel Frans van Spoelberch (1630-1692) en Christophe van Spoelberch (1633-1707) werden burgemeester van Leuven.